# Даутов, Искандер Садыкович
Исканде́р Сады́кович Дау́тов (1923—1943) — пулемётчик 4-го эскадрона 58-го гвардейского кавалерийского полка 16-й гвардейской Черниговской кавалерийской дивизии, гвардии рядовой, Герой Советского Союза. Награждён орденом Ленина.

## Биография
Искандер Даутов родился 2 сентября 1923 года в пристанционном посёлке Исилькуль в семье рабочего. По национальности сибирский татарин. В 1927 году семья Даутовых переехала из Омской области в Петропавловск. Окончил семь классов школы, затем школу ФЗУ при мясокомбинате Петропавловска. В 1940-1942 годах учился в Петропавловском сельскохозяйственном техникуме.
В 1942 году был призван в Красную Армию, на фронтах Великой Отечественной войны — с мая 1943 года. 26 сентября 1943 года пулемётчик 4-го эскадрона 58-го гвардейского кавалерийского полка 16-й гвардейской кавалерийской дивизии Искандер Даутов в числе первых переправился через реку Днепр у деревни Нивки Брагинского района Гомельской области Белоруссии и, ворвавшись в траншею противника, уничтожил несколько фашистов в рукопашном бою. В один из моментов боя гитлеровцы посадили около сотни автоматчиков в лодки с целью зайти по реке в тыл 4-му эскадрону и не дать возможности переправиться другим подразделениям 58-го гвардейского кавалерийского полка. Искандер Даутов открыл огонь из пулемёта, установленного у берега Днепра, и уничтожил десятки гитлеровских солдат и повредил несколько лодок. В перестрелке Искандер Даутов погиб.
Указом Президиума Верховного Совета СССР «О присвоении звания Героя Советского Союза генералам, офицерскому, сержантскому и рядовому составу Красной Армии» от 15 января 1944 года за «образцовое выполнение боевых заданий командования на фронте борьбы с немецкими захватчиками и проявленными при этом отвагу и геройство» удостоен звания Героя Советского Союза посмертно.

## Награды
- Медаль «Золотая Звезда» Героя Советского Союза.
- Орден Ленина.